# Eodorcadion heros
Eodorcadion heros är en skalbaggsart som först beskrevs av Jakovlev 1899.  Eodorcadion heros ingår i släktet Eodorcadion och familjen långhorningar. Inga underarter finns listade i Catalogue of Life.